# Émile Chassinat

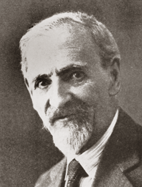
Émile Chassinat

Émile Gaston Chassinat (* 5. Mai 1868 in Paris; † 26. Mai 1948 in Saint-Germain-en-Laye) war ein französischer Ägyptologe und Koptologe.
Émile Gaston Chassinat arbeitete zunächst im Druckereigewerbe und begann 1888 in Paris, Ägyptologie zu studieren. Er war ab 1895 Mitglied des Institut français d’archéologie orientale in Kairo und wurde von 1898 bis 1910 dessen Direktor.
Er war an den Grabungen in Edfu, ad-Dair al-Bahari, Meir, Dendera, Abu Roasch, Bawit, Asyut, im Tal der Könige und in Qatta beteiligt.

## Veröffentlichungen (Auswahl)
- mit Maxence de Rochemonteix: Le Temple d'Edfou, 14 Bände, Paris : Leroux (2,2 ff: Le Caire : Inst. français d'archéologie orientale), 1892–1934.
- mit H. Gauthier, H. Pieron Fouilles de Qattah, Caire : Impr. de l'Institut français d'archéologie orientale, 1906.
- La seconde Trouvaille de Deir el-Bahari <Sarcophages>, Le Caire : Imprimerie de l'Inst. Franc̜ais d'Archéologie Orientale [u. a.], 1909, (Catalogue général des antiquités égyptiennes du musée du Caire).
- Le Mammisi d'Edfou, 2 Bände, Caire : Impr. de l'Institut français d'archéologie orientale, 1910, 1939.
- mit Palanque, Ch.: Une campagne de fouilles dans la nécropole d'Assiout, Caire : Impr. de l'Institut français d'archéologie orientale, 1922.
- Le Quatrième Livre des Entretiens et Épîtres de Shenouti, Caire : Impr. de l'Institut français d'archéologie orientale, 1911.
- Fouilles à Baouît, Caire : Imprimerie de l'Institut français d'archéologie orientale, 1911.
- Le Temple de Dendara, 8 Bände, Le Caire : Institut Français d'Archéologie Orientale, 1934–1978.
- Le manuscrit magique copte, No 42573 du Musée égyptien du Caire, Le Caire : Institut français d'archéologie orientale, 1955.